# La Haye-du-Theil
La Haye-du-Theil är en kommun i departementet Eure i regionen Normandie i norra Frankrike. Kommunen ligger i kantonen Amfreville-la-Campagne som tillhör arrondissementet Bernay. År 2022 hade La Haye-du-Theil 324 invånare.

## Befolkningsutveckling
Antalet invånare i kommunen La Haye-du-Theil
Referens:INSEE